# Endéis
Pour les articles homonymes, voir Endeis.
Dans la mythologie grecque, Endéis (en grec ancien : Ενδηίς / Endêís ou Ενδαΐς / Endaḯs) passe pour la fille de Sciron (roi de Mégare) et de Chariclo. Hygin lui donne cependant le centaure Chiron pour père.
Elle est la seconde épouse d'Éaque, de qui elle a deux fils : Télamon et Pélée (suivant le pseudo-Apollodore ; Phérécyde d'Athènes faisait naître Télamon d'un autre lit).

## Sources
- Pseudo-Apollodore, Bibliothèque [détail des éditions] [lire en ligne] (III, 12, 6).
- Hygin, Fables [détail des éditions] [(la) lire en ligne] (XIV).
- Plutarque, Vies parallèles [détail des éditions] [lire en ligne] (Thésée, X).